# Baix Llobregat
Baix Llobregat là một comarca (hạt) của Catalonia, Tây Ban Nha. Thủ phủ là Sant Feliu de Llobregat.

## Các đô thị
Dân số năm 2002.
- Abrera - 9.166
- Begues - 5.023
- Castelldefels - 52.405
- Castellví de Rosanes - 1.281
- Cervelló - 6.848
- Collbató - 2.752
- Corbera de Llobregat - 10.903
- Cornellà de Llobregat - 82.817
- Esparreguera - 19.403
- Esplugues de Llobregat - 46.447
- Gavà - 42.304
- Martorell - 24.549
- Molins de Rei - 21.958
- Olesa de Montserrat - 19.800
- Pallejà - 8.544
- La Palma de Cervelló - 2.898
- El Papiol - 3.518
- El Prat de Llobregat - 63.312
- Sant Andreu de la Barca - 23.307
- Sant Boi de Llobregat - 80.738
- Sant Climent de Llobregat - 3.233
- Sant Esteve Sesrovires - 5.783
- Sant Feliu de Llobregat - 41.543
- Sant Joan Despí - 31.438 (năm 2005)
- Sant Just Desvern - 14.809
- Sant Vicenç dels Horts - 26.008
- Santa Coloma de Cervelló - 6.212
- Torrelles de Llobregat - 4.115
- Vallirana - 11.110
- Viladecans - 59.343